# Пачгин, Вадим Владимирович
Вадим Владимирович Пачгин (род. 1953) — сотрудник советских и российских органов государственной безопасности, генерал-майор.

## Биография
Вадим Владимирович Пачгин родился 6 января 1953 года в Кемерове. После окончания средней школы поступил на физический факультет Кемеровского государственного университета. В 1974 году окончил его.
В том же 1974 году Пачгин поступил на службу в органы Комитета государственной безопасности при Совете Министров СССР. Окончил Высшие курсы КГБ СССР в Минске, после чего служил на оперативных и руководящих должностях в различных территориальных управлениях.
После распада Советского Союза продолжил службу в системе Министерства безопасности — Федеральной службы безопасности Российской Федерации. С октября 1993 года занимал должность заместителя начальника Управления по Кемеровской области.
В феврале 1994 года Пачгин был назначен заместителем начальника Управления Федеральной службы безопасности Российской Федерации по Кемеровской области.
В декабре 1995 года получил очередное звание генерал-майора.
В 2009 году вышел в отставку. Живёт в Кемерове, работает вице-президентом холдинговой компании «СДС».
Почётный гражданин Кемеровской области. Также награждён советским орденом Красной Звезды и российским орденом Почёта, а также рядом других государственных, ведомственных и региональных наград.